# Ventadour (train)
Pour les articles homonymes, voir Ventadour.
 (mai 2013).
Si vous disposez d'ouvrages ou d'articles de référence ou si vous connaissez des sites web de qualité traitant du thème abordé ici, merci de compléter l'article en donnant les références utiles à sa vérifiabilité et en les liant à la section « Notes et références ».
Le Ventadour est le nom d'un train rapide reliant historiquement Bordeaux à Clermont-Ferrand, sous le numéro 4492 dans le sens Bordeaux - Clermont-Ferrand et 4495 dans le sens Clermont-Ferrand - Bordeaux.
Ce nom provient du château de Ventadour près duquel passe la voie ferrée empruntée par ce train.

## Géographie
La ligne parcourt la vallée de la Corrèze, les contreforts du Massif central puis dès le départ de la gare du Tulle, attaque le Massif Central par une rampe de 30 ‰ jusqu'en 2014, date de la fermeture de la portion Eygurande - Laqueuille. 

## Historique

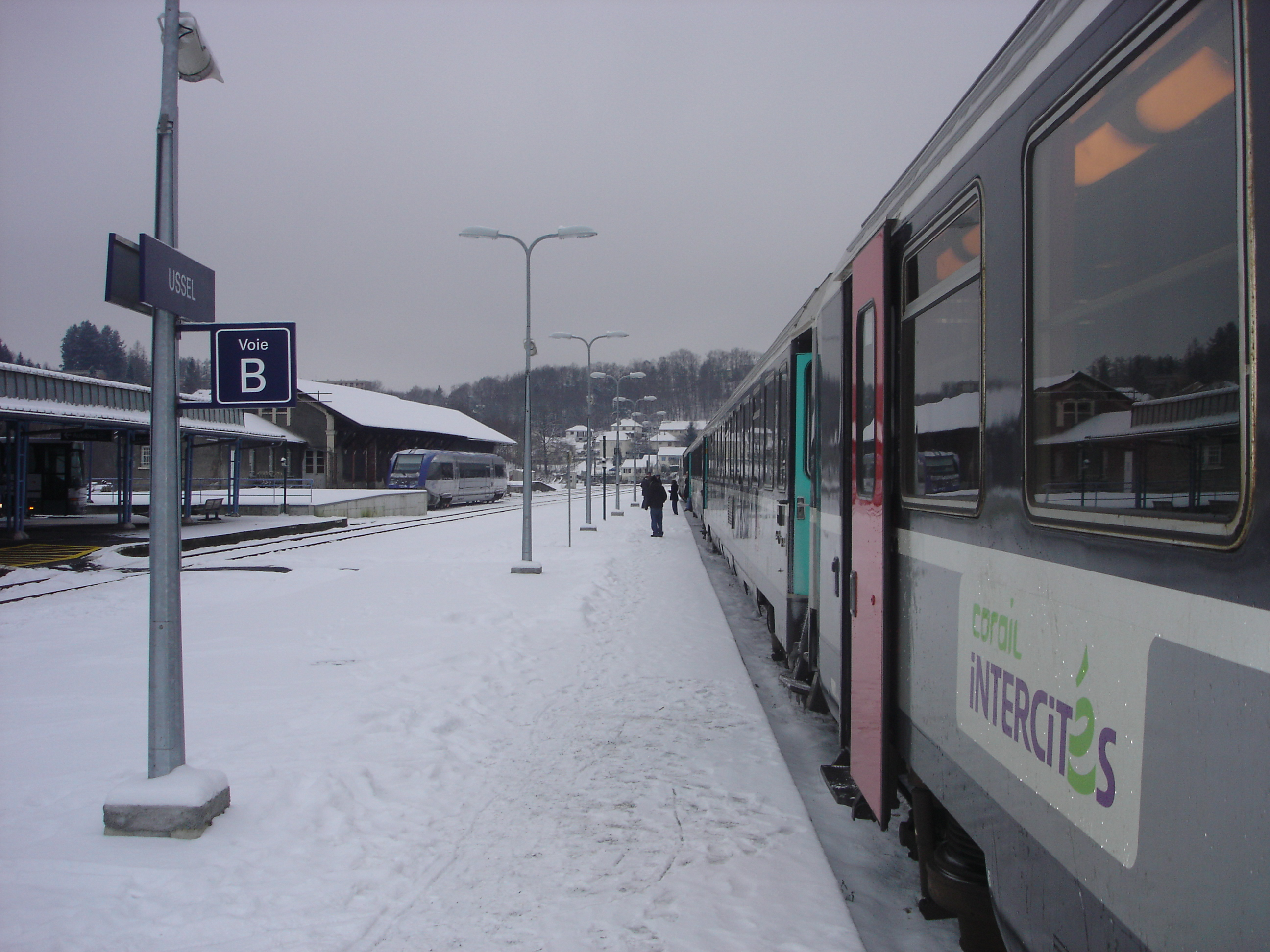
Train Corail Intercités Clermont-Ferrand – Bordeaux à l'arrêt en gare d'Ussel, en décembre 2009.

Ce train a circulé, jusqu'en 2004, de Bordeaux à Lyon et même, les vendredis, de Bordeaux à Grenoble, avec une rame de voitures Corail tractée par des locomotives CC 72000 du dépôt de Vénissieux puis du dépôt de Nevers.
La desserte à l'est d'Ussel a cessé à partir du 6 juillet 2014, en raison de la fermeture du tronçon entre Eygurande - Merlines et Laqueuille, par manque d'entretien, ce qui a pour conséquence la suspension de son exploitation. Depuis cette date, les trains Intercités et TER Auvergne qui circulaient entre Clermont-Ferrand et Ussel sont remplacés par des autocars.

## Gares desservies
Les gares desservies sont :
- Bordeaux-Saint-Jean
- Périgueux
- Brive-la-Gaillarde
- Tulle
- Corrèze
- Égletons
- Meymac
- Ussel

Avant la fermeture de la portion Ussel - Clermont-Ferrand en 2014, les gares suivantes étaient également desservies : 
- Clermont-Ferrand
- Vichy
- Roanne
- Lyon-Perrache

Les lignes utilisées pour le trajet sont la Ligne de Paris-Austerlitz à Bordeaux-Saint-Jean de Bordeaux à Coutras, la ligne de Coutras à Tulle, la ligne de Tulle à Meymac, la ligne du Palais à Eygurande - Merlines entre Meymac et Eygurande - Merlines, et enfin la ligne d'Eygurande - Merlines à Clermont-Ferrand.

## Fréquence
Il subsistait en 2006 un train direct entre Lyon et Bordeaux par Brive, le vendredi et le dimanche, formé d'une rame de voitures Corail tractée par des locomotives de la série BB 67400.
En 2014, il ne reste qu'une circulation hebdomadaire :
- Bordeaux-Ussel : aller-retour  en rame Corail sous le numéro 4490 à l'aller et 4591 au retour en Intercités. Une correspondance en autocar TER permet de rejoindre Clermont-Ferrand, puis un train TER effectue le trajet jusqu'à Lyon.

Il existait, jusqu'en 2012, un train Intercités quotidien Bordeaux-Lyon via Montluçon à intérêt national, assuré par du matériel X 72500 loué par les régions.